# Queen's Club Championships 2000 - Qualificazioni doppio
Le qualificazioni del doppio  ai  Queen's Club Championships 2000 sono state un torneo di tennis preliminare per accedere alla fase finale della manifestazione. I vincitori dell'ultimo turno sono entrati di diritto nel tabellone principale. In caso di ritiro di uno o più giocatori aventi diritto a questi sono subentrati i lucky loser, ossia i giocatori che hanno perso nell'ultimo turno ma che avevano una classifica più alta rispetto agli altri partecipanti che avevano comunque perso nel turno finale.
Le qualificazioni del doppio del torneo Queen's Club Championships 2000 prevedevano 8 coppie partecipanti di cui 2 sono entrate nel tabellone principale.

## Teste di serie
1. Paul Goldstein /  Jack Waite (Qualificati)
2. Ben Ellwood /  Andrew Painter (Qualificati)

1. Jocelyn Robichaud /  Michael Sell (primo turno)
2. Andrei Pavel /  Byron Talbot (primo turno)

## Qualificati
1. Paul Goldstein  /   Jack Waite

1. Ben Ellwood  /   Andrew Painter

## Tabellone

### Legenda
| - Q = Qualificato - WC = Wild card - LL = Lucky loser | - ALT = Alternate - SE = Special Exempt - PR = Protected Ranking | - w/o = Walkover - r = Ritirato - d = Squalificato |

### Sezione 1
|  | Primo turno | Primo turno                    | Primo turno                    | Primo turno | Primo turno |  |  | Ultimo turno | Ultimo turno              | Ultimo turno              | Ultimo turno | Ultimo turno |  |
|  |             |                                |                                |             |             |  |  |              |                           |                           |              |              |  |
|  | 1           | Paul Goldstein Jack Waite      | Paul Goldstein Jack Waite      | 6           | 6           |  |  |              |                           |                           |              |              |  |
|  |             | Barry Cowan Kyle Spencer       | Barry Cowan Kyle Spencer       | 3           | 4           |  |  | 1            | Paul Goldstein Jack Waite | Paul Goldstein Jack Waite | 6            | 6            |  |
|  |             | Neil Broad Arvind Parmar       | Neil Broad Arvind Parmar       | 6           | 6           |  |  |              | Neil Broad Arvind Parmar  | Neil Broad Arvind Parmar  | 4            | 4            |  |
|  | 3           | Jocelyn Robichaud Michael Sell | Jocelyn Robichaud Michael Sell | 3           | 4           |  |  |              |                           |                           |              |              |  |

### Sezione 2
|  | Primo turno | Primo turno                    | Primo turno | Primo turno | Primo turno |  |  | Ultimo turno | Ultimo turno                   | Ultimo turno | Ultimo turno | Ultimo turno |  |
|  |             |                                |             |             |             |  |  |              |                                |              |              |              |  |
|  | 2           | Ben Ellwood Andrew Painter     | 7           | 62          | 6           |  |  |              |                                |              |              |              |  |
|  |             | Lorenzo Manta Marc Rosset      | 65          | 7           | 4           |  |  | 2            | Ben Ellwood Andrew Painter     | 6            | 65           | 6            |  |
|  |             | James Davidson Oliver Freelove | 64          | 7           | 6           |  |  |              | James Davidson Oliver Freelove | 4            | 7            | 2            |  |
|  | 4           | Andrei Pavel Byron Talbot      | 7           | 64          | 4           |  |  |              |                                |              |              |              |  |